# Pedreiras (Maranhão)
Pedreiras é um município brasileiro do estado do Maranhão. Foi emancipada da cidade de São Luís Gonzaga em 1920. É a cidade-polo da Região de Planejamento do Médio Mearim, possuindo uma área de 534,514 km² e uma população, conforme estimativas do IBGE de 2018, de 39 267 habitantes. Além de um comércio forte, a cidade destaca-se por ser um polo do sistema de Justiça, sendo sede de Comarca, além de contar com Juizado Especial, Justiça Eleitoral (9a e 67 Zonas Eleitorais), Justiça do Trabalho, Ordem dos Advogados do Brasil (Subseção de Pedreiras), Ministério Público Estadual e Defensoria Pública Estadual. 

## Demografia
De acordo com as estimativas de 2017, a população do município - Pedreiras - era de 38.365 pessoas, sendo composta, em sua maioria, por mulheres (52,19%) e negros (70,86%). Em 2022, a população já era de 37.050 habitantes e a densidade demográfica era de 141,38 habitantes por quilômetro quadrado. Na comparação com outros municípios do estado, ficava nas posições 36 e 6 de 217. Já na comparação com municípios de todo o país, ficava nas posições 892 e 546 de 5570. Densidade demográfica, segundo o Censo de 2022 era de 141,38 habitante por quilômetro quadrado.

## Trabalho e Rendimento
Segundo último censo o salário médio mensal dos trabalhadores formais era de 1,8 salários mínimos. Os setores econômicos que mais reuniram trabalhadores em 2022 foram Administração Pública, Defesa e Seguridade Social (2,214), Comércio Varejista (1,679), e Serviços De Arquitetura e Engenharia, Testes e Análises Técnicas (689).
No ano de 2022, 44.7% dos trabalhadores eram mulheres, com uma remuneração média por pessoa de R$ 2145,54; 55.3% correspondiam a homens com remuneração média de R$ 2479,57. De acordo com os dados da Receita Federal do Brasil (RFB), do total de estabelecimentos com registro até 2024, 12.8% correspondem a Outros (297 estabelecimentos), 31% correspondem a Micro Empresário Individual (MEI) (720 estabelecimentos), 44.7% correspondem a Microempresa (ME) (1,038 estabelecimentos), e 11.5% correspondem a Empresa de Pequeno Porte (EPP) (267 estabelecimentos).

## Educação
Em 2010, a taxa de escolarização de 6 a 14 anos de idade era de 97,5%. Na comparação com outros municípios do estado, ficava na posição 60 de 217. Já na comparação com municípios de todo o país, ficava na posição 2904 de 5570. Em relação ao IDEB, no ano de 2023, o IDEB para os anos iniciais do ensino fundamental na rede pública era 5,5 e para os anos finais, de 4,5. Na comparação com outros municípios do estado, ficava nas posições 34 e 54 de 217. Já na comparação com municípios de todo o país, ficava nas posições 3389º e 3364º de 5570º.
No ano de 2022, as principais universidades na cidade de Pedreiras em termos de concentração de matrículas eram Faculdade de Educação Memorial Adelaide Franco (1,461 alunos), Faculdade de Educação São Francisco (1,045 alunos), e Universidade Estadual do Maranhão (460 alunos).

## Economia
Em 2021, o PIB per capita era de R$20.119,04. Na comparação com outros municípios do estado, ficava nas posições 24 de 217 entre os municípios do estado e na 3132 de 5570 entre todos os municípios. Já o percentual de receitas externas em 2023 era de 89,15%, o que o colocava na posição 166 de 217 entre os municípios do estado e na 2164 de 5570. Em 2023, o total de receitas realizadas foi de R$ 180.644.776,07 (x1000) e o total de despesas empenhadas foi de R$ 172.747.453,6 (x1000). Isso deixa o município nas posições 29 e 32 de 217 entre os municípios do estado e na 972º e 976º de 5570º entre todos os municípios.

## Saúde
A taxa de mortalidade infantil média na cidade é de 14,2 para 1.000 nascidos vivos. As internações devido a diarreias são de 367,1 para cada 1.000 habitantes. Comparado com todos os municípios do estado, fica nas posições 115º de 217º e 56º de 217º, respectivamente. Quando comparado a cidades do Brasil todo, essas posições são de 2059º de 5570º e 178° de 5570º, respectivamente. Em pesquisa feita em 2009, existiam 20 Estabelecimentos de Saúde do SUS na região.

## Meio ambiente e área territorial
Pedreiras apresenta 40,9% de domicílios com esgotamento sanitário adequado, 71,5% de domicílios urbanos em vias públicas com arborização e 4,7% de domicílios urbanos em vias públicas com urbanização adequada (presença de bueiro, calçada, pavimentação e meio-fio). Quando comparado com os outros municípios do estado, fica na posição 10º de 217º, 85º de 217º e 42º de 217º, respectivamente. Já quando comparado a outras cidades do Brasil, sua posição é 2618º de 5570º, 3017º de 5570º e 3540º de 5570º, respectivamente. Sua área urbanizada total é de 6,48 km². Em 2023, a área do município era de 261,814 km², o que o coloca na posição 207º de 217º entre os municípios do estado e 3700º de 5570º entre todos os municípios.

## Imagens

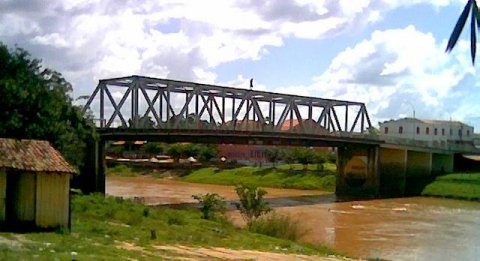
Ponte Francisco Sá / Rio Mearim
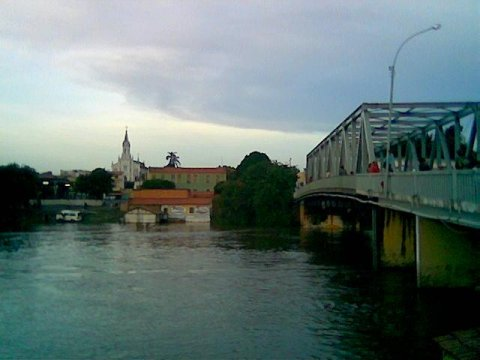
Ponte, Igreja de São Benedito
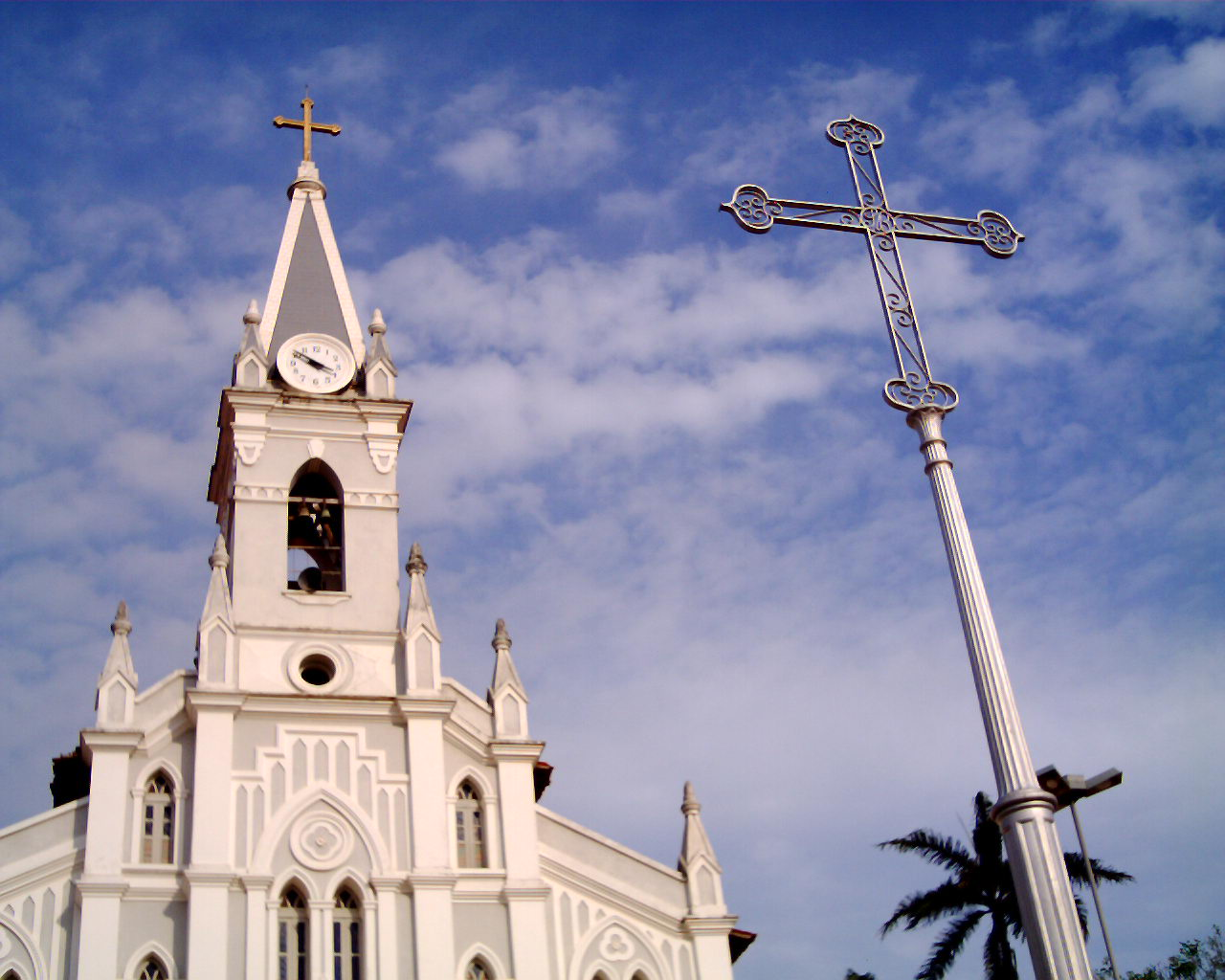
Igreja São Benedito